# Afghánský chrt
Afghánský chrt (anglicky: Afghan Hound) je plemeno psa, pocházející z Afghánistánu. Tito psi jsou samostatní, elegantní a vznešení, péče o jejich srst je velmi náročná, obzvláště, pokud se s nimi chce psovod věnovat vystavování.

## Vzhled plemene

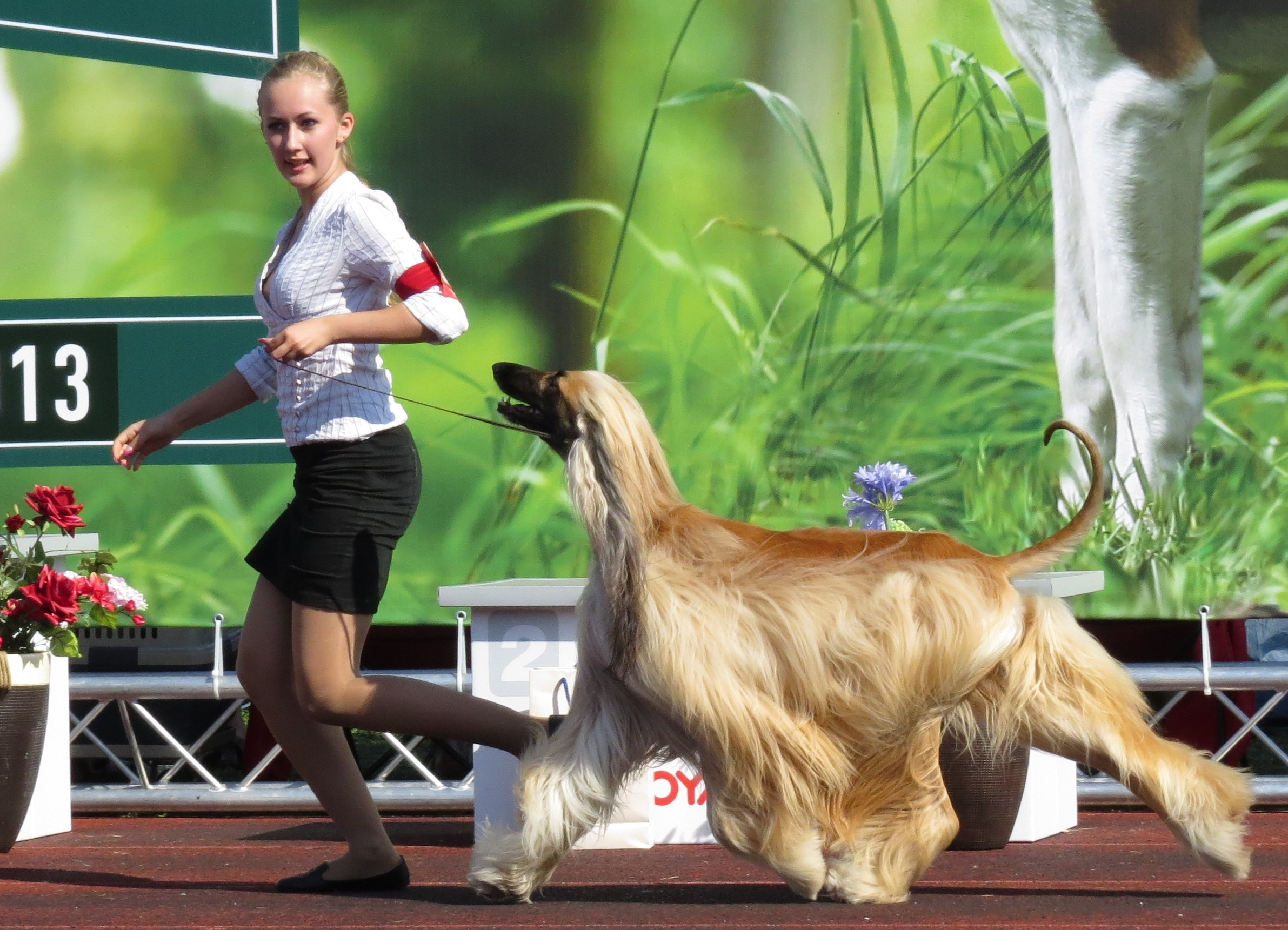
Afghánský chrt na výstavě psů

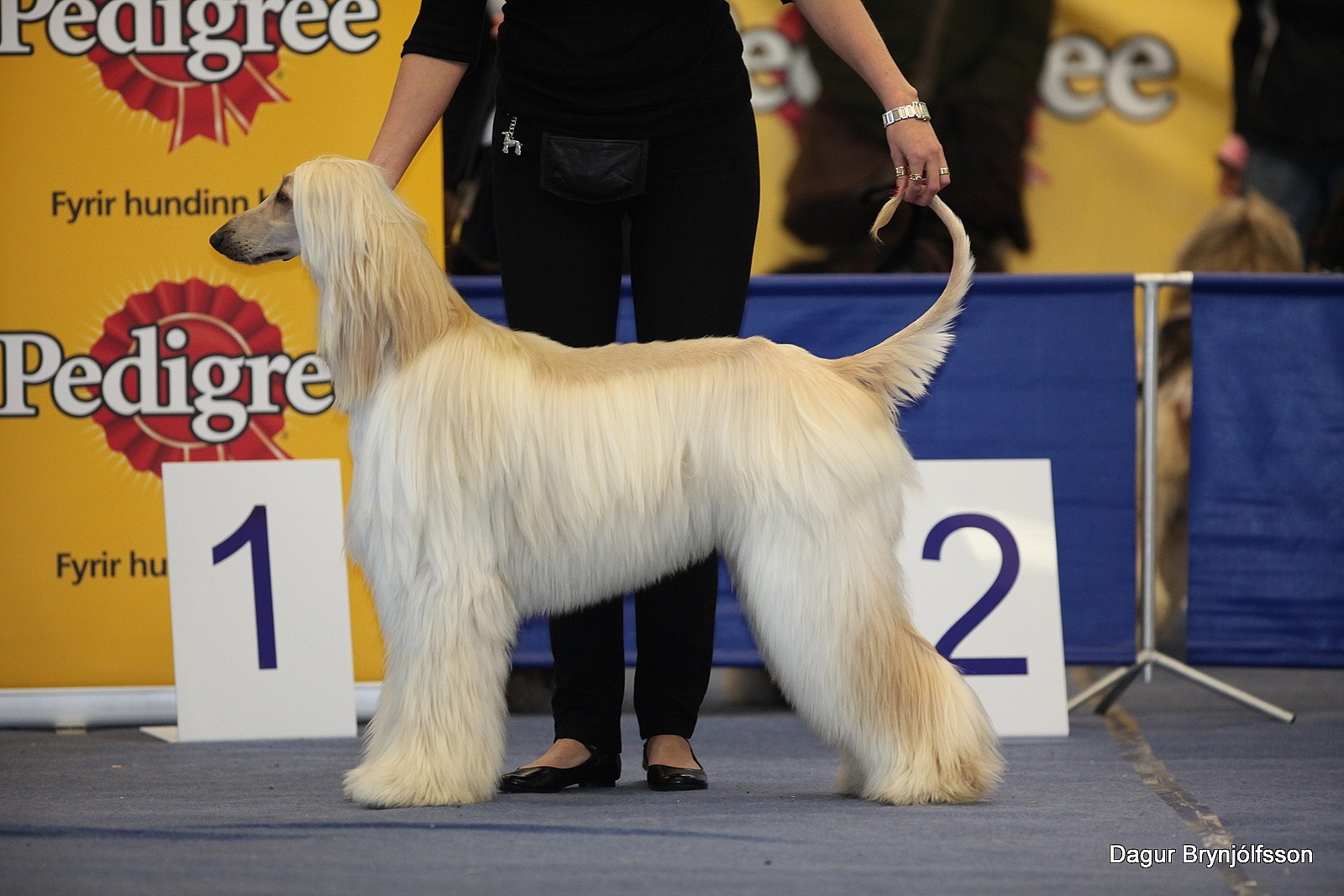
Plavá fena

Afghánský chrt je typický představitel chrtů, kteří pocházejí z Asie. Původně se vyskytoval ve dvou variantách barvy srsti, dnes jsou u tohoto plemene přípustné všechny barvy. Má dlouhou čenichovou partii, čenich černý nebo temně hnědý. Jeho uši přiléhají k hlavě, má tmavé až zlaté oči. Kohoutkovou výšku má pes 68–74 cm a feny 63–69 cm. Dožívá se zhruba 12–14 let.
Končetiny má silné a rovné, hřbet je rovněž rovný, hrudník je hluboký, ocas nízko posazený na konci se smyčkou. Je to dobrý běžec, jehož pohyb je plynulý a lehký. Srst má jemnou a dlouhou, v obličejové části ji má krátkou. Poněvadž je jeho srst dlouhá, vyžaduje náročnou a každodenní péči, údržbu a pročesávání.

### Podobná plemena
Afghánský chrt je specifické psí plemeno, které lze jen těžko zaměnit. Vzdáleně podobný mu je ruský barzoj. Ten je afghánskému chrtovi vzdáleně příbuzný, jinak je ale vyšší, těžší, jinak zbarvený a má typický klabonos, zatímco afghánský chrt má běžně tvarovaný nos.

## Původ
Afghánský chrt je velice starobylé plemeno známé už po staletí, původem z oblasti dnešního Afghánistánu. Objevuje se už na sumerských hliněných tabulkách a ve svitcích papyrusů z doby 2200 let př. n. l. Vznikl nejspíš křížením původního afghánského loveckého chrta s plemenem saluka. Afghánský chrt se v zemi původu využívá k lovu antilop a gazel, ale i leopardů, vlků a šakalů. S příchodem do Evropy se stal afghánský chrt symbolem vysokého společenského postavení a často byl chován na šlechtických dvorech.
Jeho moderní podoba je výsledkem práce britských chovatelů, kteří si jej dovezli do Spojeného království koncem 19. století, aby byl v roce 1907 utvrzen plemenný standard. Během šlechtění plemene se afghánský chrt objevoval v několika geografických variantách, dnes se rozlišují především dva základní typy: ghazni (horský typ, který je hojně osrstěný) a bell-murray – někdy nazýván také jako kalagh (stepní typ, osrstěný jen řídce).
První afghánský chrt se dostal do tehdejšího Československa díky řediteli zoologické zahrady v Liberci Jiřímu Badalcovi v roce 1965. V současné době je poměrně početná populace tohoto plemene zastoupená v široké škále barev a typů.

## Vlastnosti a využití plemene
Afghánský chrt působí působivým, důstojným a vznešeným dojmem. K cizím se chová odtažitě a přehlíživě, není ale agresivní a vůči svému majiteli je loajální a věrný. Není to pes vhodný pro začínající chovatele a prakticky u nich nejde potlačit lovecký instinkt, který jim velí pronásledovat rychle se pohybující předměty i zvířata. Vyžaduje citlivé zacházení, pochopení své uzavřenější povahy a velkou toleranci. Ale i když jsou tyto podmínky dodrženy, majitel od něj nemůže očekávat absolutní poslušnost. Vyžaduje mnoho pohybu a volnosti, je vhodný pro sportovní činnost. Je to dobrý lovecký, hlídací, společenský a závodní pes.